# Halach Uinik

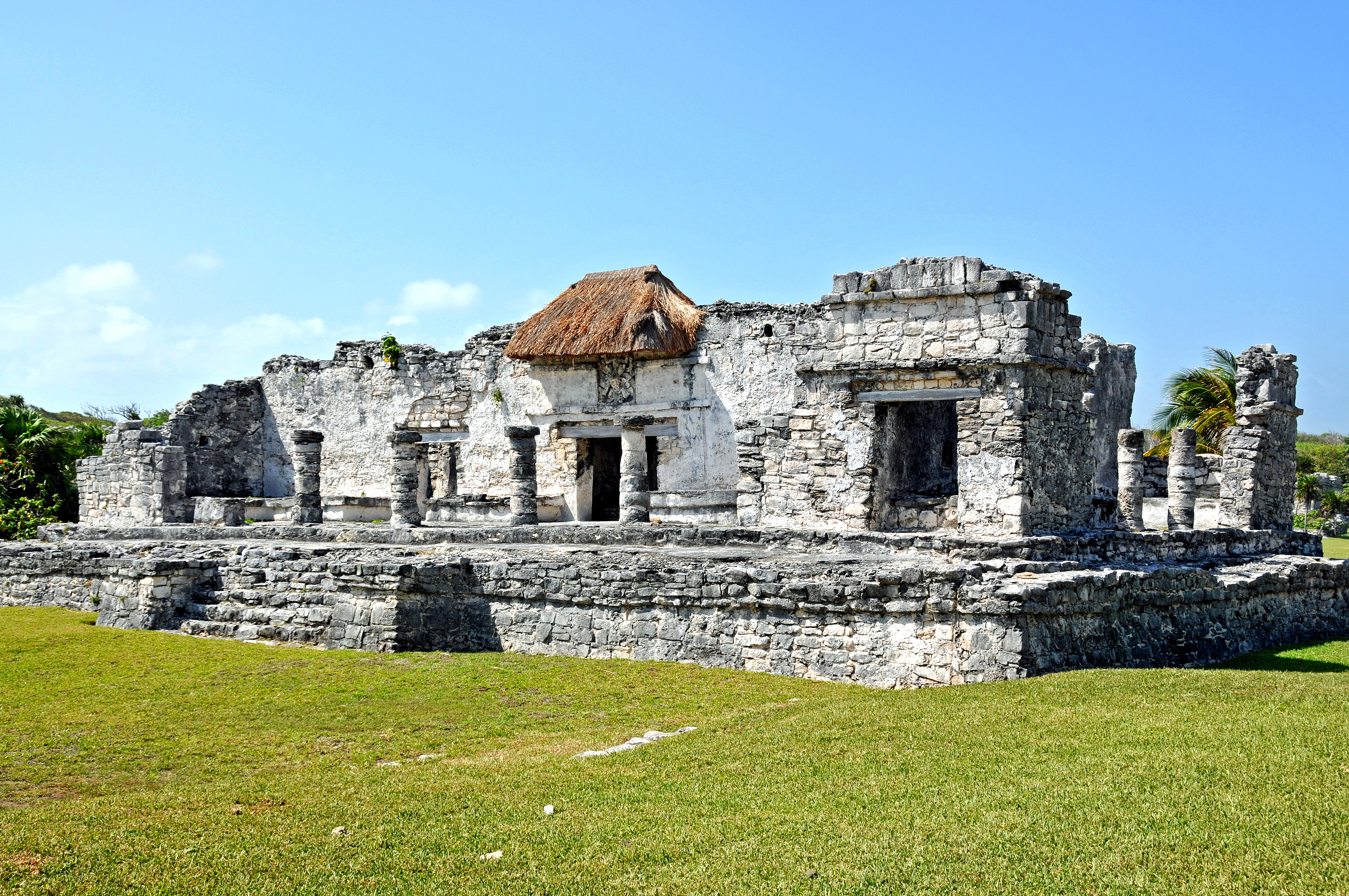
Haus des Halach Uinik in Tulum

Halach Wíinik, Jalach Wíinik oder (nicht tonal, z. B. Itzá) Halach Winik, in traditioneller spanisch basierter Schreibweise Halach Huinik oder auch Halach Uinik (Mayathan halach „von hohem Rang“, wíinik „Mensch, Mann“, auf Itzá – nicht tonal – winik; deutsch: „Mensch von hohem Rang, Chef“) war der Titel des höchsten Fürsten der Maya in der Postklassik in Yukatan. Der Titel wurde patrilinear vererbt. 
Noch in der klassischen Periode war der jeweilige territoriale Herrscher mit dem Titel Ajaw bezeichnet worden.
Bekannte Halach Huinik waren:
- Chac Xib Chac, im 12. Jahrhundert Halach Huinik von Chichén Itzá
- Hunak Ke'el aus dem Geschlecht der Cocom, im 13. Jahrhundert Halach Huinik von Ich Paa
- Ah Xupan Xiu aus dem Geschlecht der Tutul Xiu, im 15. Jahrhundert Halach Huinik von Maní
- Naum Pech aus dem Geschlecht der Pech, ab 1470 Halach Huinik in Motul, der Hauptstadt von Ceh Pech
- Moch Couoh († 1518), Halach Huinik von Chan Putum
- Tabscoob († nach 1519), Halach Huinik in Potonchán
- Nachan Can, um 1520 Halach Huinik von Ch'aak Temal, Schwiegervater von Gonzalo Guerrero
- Ah Kaan Ek, Halach Huinik von Tayasal um 1523
- Ah Kukil Xiu († nach 1557), bis 1542 letzter Halach Huinik der Tutul Xiu in Maní
- Nadzul Iuit († vor 1562), letzter Halach Huinik von Hocabá-Homún
- Nachi Cocom aus dem Geschlecht der Cocom, im 16. Jahrhundert Halach Huinik von Sotuta